# Eecke
 Eecke là một xã ở tỉnh Nord trong vùng Hauts-de-France, Pháp.